# Serie A 1976-1977
La Serie A 1976-1977 è stata la 75ª edizione della massima serie del campionato italiano di calcio (la 45ª a girone unico), disputata tra il 3 ottobre 1976 e il 22 maggio 1977 e conclusa con la vittoria della Juventus, al suo diciassettesimo titolo.
Capocannoniere del torneo è stato Francesco Graziani (Torino) con 21 reti.

## Stagione

### Novità
Tra le note di colore della stagione, da segnalare l'incontro Genoa-Torino del 6 febbraio 1977, la prima partita della Serie A a essere trasmessa a colori dalla televisione italiana.

### Calciomercato

Da sinistra: la bandiera interista Roberto Boninsegna e quella juventina Pietro Anastasi, protagonisti nell'estate 1976 di uno tra i più clamorosi scambi di casacca del calcio italiano.

I campioni uscenti del Torino confermarono pressoché la rosa della stagione precedente, limitandosi a rifinire la squadra scudettata con gli innesti del titolare designato Danova, tra i migliori elementi saliti alla ribalta nel Cesena rivelazione di Giuseppe Marchioro nonché futuro punto fermo della difesa granata per il decennio a venire, e del mestierante Butti tra le seconde linee, onde far rifiatare a centrocampo gli inamovibili Claudio Sala e Pecci. Al contrario, a catalizzare l'attenzione di media e tifosi nell'estate 1976 fu un'interessante – e per certi versi spiazzante – serie di cambi di casacca sull'asse Milano-Torino.
La Juventus, decisa a lasciarsi alle spalle il cocente epilogo del precedente torneo, si liberò di due nomi tra i più in vista nel proprio undici, additati a capri espiatori e ormai avulsi dalle dinamiche bianconere: il raffinato regista Capello venne dirottato al Milan in cambio del «rude» mediano Benetti, pochi fronzoli e «tutta sostanza»; se ciò non bastava a stordire gli addetti ai lavori, venne dato il benservito anche al capitano Anastasi, idolo di una tifoseria a questo punto più che mugugnante, ceduto all'Inter in cambio del più anziano Boninsegna, bandiera frettolosamente bollata come «alla frutta» dall'ambiente nerazzurro, in quello che passerà agli annali come uno dei più clamorosi scambi di mercato del calcio italiano.
Oltre all'arrivo a Torino di una giovane promessa quale il terzino Cabrini, pescato in Serie B dall'Atalanta, il presidente bianconero Giampiero Boniperti concluse il suo repulisti con l'avvicendamento in panchina tra Parola e la scommessa Giovanni Trapattoni, giovane tecnico di «grinta e personalità», ma con ancora tutto da dimostrare. Una serie di mosse, queste di Madama, che prestarono il fianco a più di una critica durante il precampionato.

Luigi Radice, tecnico dei granata campioni uscenti, posa tra i due neoacquisti Cesare Butti (a sinistra) e Luigi Danova (a destra).

Quanto alle due milanesi, l'Inter, che si apprestava ad affrontare l'utima stagione del capitano Sandro Mazzola, oltre al succitato avvicendamento Boninsegna-Anastasi in attacco si concentrò sulla difesa promuovendo definitivamente tra i pali il giovane Bordon, lasciando così libero il precedente numero uno Lido Vieri il quale decise di ricominciare dalla Serie C con la Pistoiese; infine si liberò della deludente incompiuta Cerilli, spedito ai cadetti del L.R. Vicenza.
I concittadini del Milan rinnovarono il centrocampo, cedendo Chiarugi e Scala rispettivamente a Napoli e Foggia, e affiancando a Capello l'ex romanista Morini; la squadra venne inoltre affidata al «giovane allenatore più in voga», quel Marchioro reduce da positivi campionati dapprima a Como e poi soprattutto a Cesena, e intenzionato a portare a San Siro la novità del gioco a zona.
Tra le altre squadre, anche la Fiorentina si ridisegnò in mezzo al campo assicurandosi l'ex mediano cesenate Zuccheri, onde sopperire all'assenza del promettente Guerini (rimasto vittima di un grave incidente automobilistico l'anno prima e costretto suo malgrado, di lì a pochi mesi, a chiudere precocemente l'attività agonistica), e cedendo all'Inter un declinante Merlo, ormai chiuso a Firenze dai più giovani compagni di reparto Antognoni e Caso. Svestì dopo undici anni la maglia viola anche il portiere Superchi, accasatosi al Verona insieme all'ex interista Giubertoni e all'ex romanista Negrisolo. Infine il neopromosso Genoa accolse un altro transfuga juventino, la funambolica ala Damiani.

### Avvenimenti

#### Girone di andata

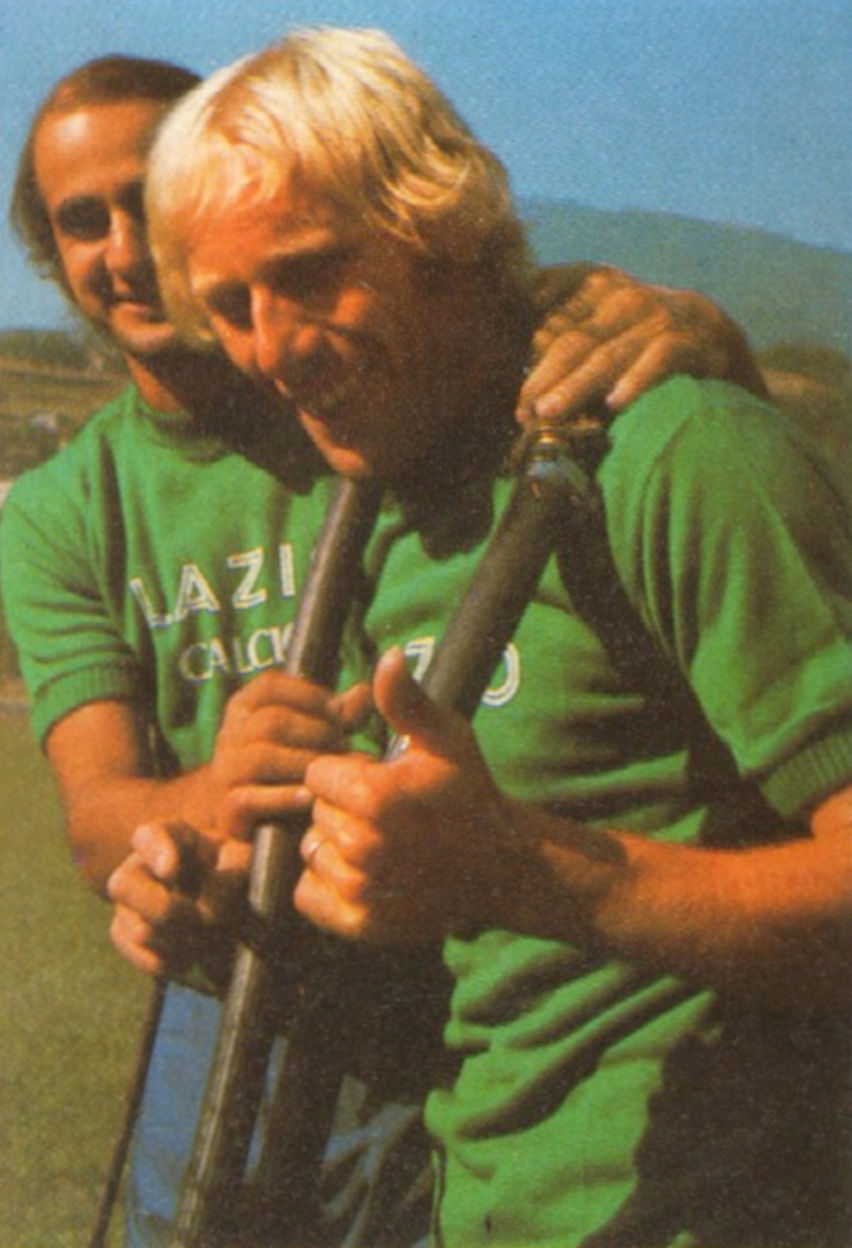
Il centrocampista laziale Luciano Re Cecconi, ucciso il 18 gennaio 1977.

Il campionato palesò fin dall'avvio la sua matrice torinese: chi pronosticava una Juventus «un po' logora coi suoi nuovi vecchietti» Benetti e Boninsegna, e un Torino «appagato» dallo scudetto sul petto, venne presto smentito poiché bianconeri e granata diedero vita a «un'annata entusiasmante, indimenticabile» per il calcio cittadino, risultandone un torneo ancor più emozionante del precedente, chiuso a punteggi record.
Nei primi cinque turni le due rivali avanzarono a braccetto; il 7 novembre 1976 le piemontesi sconfissero nei rispettivi impegni le milanesi, spedendole a –4. Al derby dell'ottava giornata, un mese più tardi, i bianconeri si presentarono con un punto di vantaggio: tuttavia con un guizzo a testa, i gemelli del gol Graziani e Pulici decretarono il sorpasso granata. In questa fase iniziale fu il nuovo Napoli di Bruno Pesaola a tentare di non far scappare le torinesi, pagando tuttavia un ritardo di –4 appena al decimo turno.

Il fantasista perugino Walter Novellino, maggiore rivelazione del campionato.

Gli uomini di Luigi Radice condussero per qualche giornata, per poi venire agganciati il 9 gennaio 1977 dopo un rocambolesco 3-3 casalingo con la Lazio, società quest'ultima che stava vivendo in quelle settimane uno dei momenti più drammatici della sua storia: con l'ambiente già scosso dalla perdita dell'allenatore del primo scudetto, Tommaso Maestrelli, spentosi prematuramente il 2 dicembre 1976 dopo una lunga malattia, il 18 gennaio 1977 la squadra venne ulteriormente colpita dall'assurda morte del ventottenne centrocampista Luciano Re Cecconi, ucciso con un colpo di arma da fuoco in una gioielleria capitolina a seguito di un presunto, tragico scherzo – una vicenda rimasta, anche a distanza di decenni, mai del tutto chiarita.
In campo le due torinesi, dopo continui sorpassi, il 6 febbraio conclusero a pari punti il girone di andata: fu peraltro la prima volta, nella storia della Serie A, che il simbolico titolo d'inverno andò in coabitazione a due formazioni della stessa città. La terza classificata al giro di boa, l'Inter, stagnava a –6 dalla coppia di testa. Ben più deludente il cammino dei concittadini milanisti: un anonimo pareggio interno contro un Cesena già in cattive acque, sancì il fallimento dell'esperimento zonista di Marchioro, esonerato al termine del girone in favore del totem rossonero Nereo Rocco e del suo più prosaico catenaccio.

#### Girone di ritorno
La tornata di ritorno iniziò sulla falsariga delle prime quindici partite. Una Juventus oramai «di debordante forza fisica e carica agonistica», disegnata da Trapattoni su una difesa «ermetica», sull'intuizione di avanzare l'ex terzino Tardelli in un centrocampo «Maginot», e sull'intesa sottorete tra Bettega e un Bonimba in realtà «con ancora tanta birra in corpo», passò in testa il 27 febbraio approfittando della sconfitta occorsa al Toro sul terreno della Roma, poi limitò i danni strappando un pari nella stracittadina del 3 aprile, e condusse con un punto di vantaggio fino alla ventiseiesima giornata, quando a causa di un altro pari a Perugia fu raggiunta dai rivali.

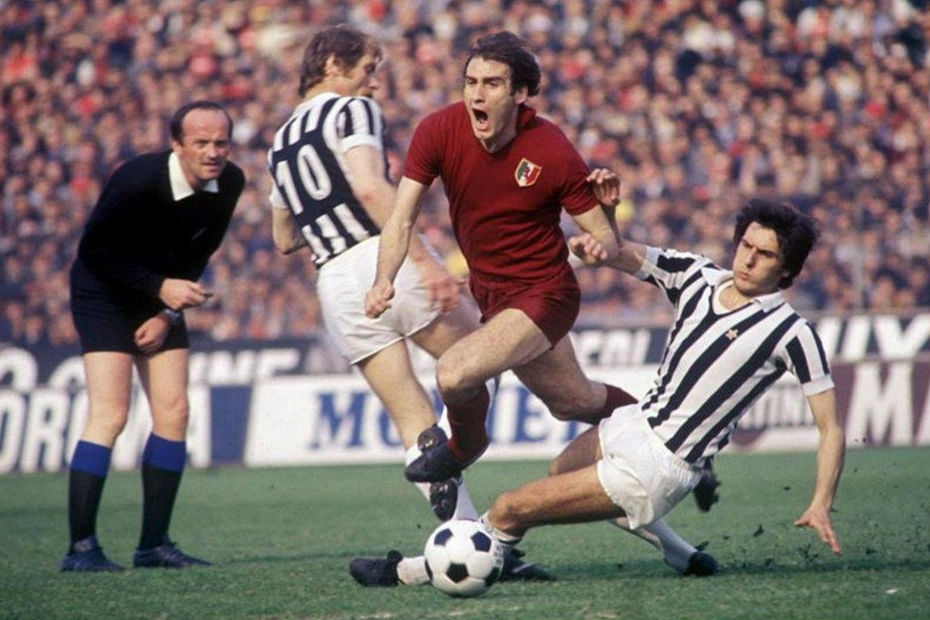
Il granata Francesco Graziani, miglior marcatore del campionato con 21 reti, contrastato dai bianconeri Romeo Benetti e Gaetano Scirea nel derby-scudetto del 3 aprile 1977.

La settimana dopo, nell'anticipo di sabato 30 aprile, un gol di Furino permise ai bianconeri di battere in extremis il Napoli al Comunale di Torino e approfittare così, il giorno successivo, del pareggio granata in casa laziale, riportandosi a +1: fu lo scatto decisivo, visto che la Juventus difese fino alla fine questo risicato vantaggio, andando a vincere tutte e tre le restanti partite.
Il 22 maggio, col successo esterno dell'ultima giornata a Marassi sulla Sampdoria, l'undici bianconero fece suo lo scudetto chiudendo il campionato al «punteggio clamoroso» di 51 punti – tuttora un record nella Serie A a 16 squadre –, seguito dal Torino fermatosi all'altrettanto rilevante, ma infruttuosa, quota 50. Quattro giorni prima la Vecchia Signora, grazie a uno «squadrone fisicamente strepitoso», aveva già sollevato la Coppa UEFA, suo primo trofeo confederale, portando così a conclusione una tra le migliori stagioni della storia juventina.

Lo juventino Roberto Bettega esulta dopo avere sbloccato la gara di Marassi, a mezz'ora dal termine del campionato, consegnando ai bianconeri uno scudetto vinto alla quota-record di 51 punti.

Ai granata, paradossalmente, non bastò totalizzare 5 punti in più della stagione precedente, subire una sola sconfitta e vantare la miglior difesa del torneo, per confermare il tricolore sulle loro maglie; come magra consolazione rimase loro il titolo di capocannoniere per Graziani, con 21 gol tutti su azione: per quello che fino a poco tempo prima veniva definito un «panzer generoso e nulla più», la stagione segnerà l'affermazione a «miglior centravanti d'Italia» dell'epoca.
A riprova del cammino monstre delle due torinesi, la terza classificata, una staccata Fiorentina, venne relegata addirittura a –15 e fu protagonista unicamente della lotta per la zona UEFA a cui si aggiunsero Inter e Lazio; seguì una sempre più solida provinciale quale il Perugia che ottenne il pass per la Coppa Mitropa, trascinato dalla verve del suo fantasista offensivo Novellino emerso in questa stagione, dopo anni di gavetta sui campi minori, tra i migliori elementi del torneo. Rimase invece fuori dall'Europa, nonostante il buon avvio, il Napoli, che a fine campionato fu ulteriormente gravato di un punto di penalizzazione per cumulo di squalifiche del campo.
Cadde a sorpresa in Serie B il Cesena, dopo l'exploit dell'anno precedente, mentre un Milan in crisi, e in cui non sortì molti effetti il ritorno in sella del paròn Rocco, si salvò solo grazie alla rimonta che, nelle ultime due giornate, sancì le retrocessioni di Catanzaro e Sampdoria; i rossoneri raddrizzeranno tuttavia l'annata con il trionfo in Coppa Italia, in un derby estivo contro i nerazzurri, qualificandosi così in Coppa delle Coppe.

## Squadre partecipanti
| Club       | Stagione | Città     | Stadio                              | Stagione precedente           |
| ---------- | -------- | --------- | ----------------------------------- | ----------------------------- |
| Bologna    | dettagli | Bologna   | Stadio Comunale                     | 7º posto in Serie A           |
| Catanzaro  | dettagli | Catanzaro | Stadio Comunale                     | 2º posto in Serie B, promosso |
| Cesena     | dettagli | Cesena    | Stadio "La Fiorita"                 | 6º posto in Serie A           |
| Fiorentina | dettagli | Firenze   | Stadio Comunale                     | 9º posto in Serie A           |
| Foggia     | dettagli | Foggia    | Stadio Pino Zaccheria               | 3º posto in Serie B, promosso |
| Genoa      | dettagli | Genova    | Stadio Luigi Ferraris               | 1º posto in Serie B, promosso |
| Inter      | dettagli | Milano    | Stadio San Siro                     | 4º posto in Serie A           |
| Juventus   | dettagli | Torino    | Stadio Comunale di Torino           | 2º posto in Serie A           |
| Lazio      | dettagli | Roma      | Stadio Olimpico                     | 13º posto in Serie A          |
| Milan      | dettagli | Milano    | Stadio San Siro                     | 3º posto in Serie A           |
| Napoli     | dettagli | Napoli    | Stadio San Paolo                    | 5º posto in Serie A           |
| Perugia    | dettagli | Perugia   | Stadio Comunale di Pian di Massiano | 8º posto in Serie A           |
| Roma       | dettagli | Roma      | Stadio Olimpico                     | 10º posto in Serie A          |
| Sampdoria  | dettagli | Genova    | Stadio Luigi Ferraris               | 11º posto in Serie A          |
| Torino     | dettagli | Torino    | Stadio Comunale di Torino           | 1º posto in Serie A           |
| Verona     | dettagli | Verona    | Stadio Marcantonio Bentegodi        | 11º posto in Serie A          |

## Allenatori e primatisti
| Squadra    | Allenatore | Calciatore più presente                                                       | Cannoniere                         |
| ---------- | --- | ----------------------------------------------------------------------------- | ---------------------------------- |
| Bologna    | Gustavo Giagnoni (1ª-12ª) Cesarino Cervellati (13ª-30ª)                                                                | Claudio Maselli (30)                                                          | Sergio Clerici (7)                 |
| Catanzaro  | Gianni Di Marzio | Giovanni Improta (30)                                                         | Massimo Palanca (5)                |
| Cesena     | Giulio Corsini (1ª-3ª) Paolo Ferrario e Aldo Neri (4ª-5ª) Domenico Rosati (6ª-9ª) Paolo Ferrario e Aldo Neri (10ª-30ª) | Giancarlo Oddi (30)                                                           | Gianluca De Ponti (7)              |
| Fiorentina | Carlo Mazzone | Massimo Mattolini, Ennio Pellegrini (30)                                      | Claudio Desolati (9)               |
| Foggia     | Roberto Balestri e Héctor Puricelli (D.T.)                                                                             | Maurizio Memo (30)                                                            | Antonio Bordon, Nerio Ulivieri (7) |
| Genoa      | Luigi Simoni | Ignazio Arcoleo, Roberto Pruzzo (30)                                          | Roberto Pruzzo (18)                |
| Inter      | Giuseppe Chiappella | Ivano Bordon (30)                                                             | Carlo Muraro (9)                   |
| Juventus   | Giovanni Trapattoni | Romeo Benetti, Roberto Bettega, Franco Causio, Gaetano Scirea, Dino Zoff (30) | Roberto Bettega (17)               |
| Lazio      | Luís Vinício | Roberto Badiani, Franco Cordova, Felice Pulici (30)                           | Bruno Giordano (10)                |
| Milan      | Giuseppe Marchioro (1ª-15ª) Nereo Rocco (16ª-30ª)                                                                      | Enrico Albertosi (30)                                                         | Egidio Calloni (5)                 |
| Napoli     | Bruno Pesaola | Giuseppe Savoldi (30)                                                         | Giuseppe Savoldi (16)              |
| Perugia    | Ilario Castagner | Antonio Ceccarini (30)                                                        | Franco Vannini (9)                 |
| Roma       | Nils Liedholm | Sergio Santarini (30)                                                         | Agostino Di Bartolomei (8)         |
| Sampdoria  | Eugenio Bersellini | Marcello Lippi, Paolo Tuttino (30)                                            | Nello Saltutti (6)                 |
| Torino     | Luigi Radice | Francesco Graziani, Renato Zaccarelli (30)                                    | Francesco Graziani (21)            |
| Verona     | Ferruccio Valcareggi                                                                                                   | Klaus Bachlechner, Franco Superchi (30)                                       | Livio Luppi (7)                    |

## Classifica finale
|        | Pos. | Squadra     | Pt | G  | V  | N  | P  | GF | GS | DR  |
| ------ | ---- | ----------- | -- | -- | -- | -- | -- | -- | -- | --- |
|        | 1.   | Juventus    | 51 | 30 | 23 | 5  | 2  | 50 | 20 | +30 |
|        | 2.   | Torino      | 50 | 30 | 21 | 8  | 1  | 51 | 14 | +37 |
|        | 3.   | Fiorentina  | 35 | 30 | 12 | 11 | 7  | 38 | 31 | +7  |
|        | 4.   | Inter       | 33 | 30 | 10 | 13 | 7  | 34 | 27 | +7  |
|        | 5.   | Lazio       | 31 | 30 | 10 | 11 | 9  | 34 | 28 | +6  |
|        | 6.   | Perugia     | 29 | 30 | 9  | 11 | 10 | 32 | 28 | +4  |
|        | 7.   | Napoli (-1) | 28 | 30 | 9  | 11 | 10 | 37 | 38 | -1  |
|        | 7.   | Roma        | 28 | 30 | 9  | 10 | 11 | 27 | 33 | -6  |
|        | 7.   | Verona      | 28 | 30 | 7  | 14 | 9  | 26 | 32 | -6  |
| [ 29 ] | 10.  | Milan       | 27 | 30 | 5  | 17 | 8  | 30 | 33 | -3  |
|        | 10.  | Genoa       | 27 | 30 | 8  | 11 | 11 | 40 | 45 | -5  |
|        | 10.  | Bologna     | 27 | 30 | 8  | 11 | 11 | 24 | 31 | -7  |
|        | 13.  | Foggia      | 26 | 30 | 10 | 6  | 14 | 33 | 39 | -6  |
|        | 14.  | Sampdoria   | 24 | 30 | 6  | 12 | 12 | 28 | 42 | -14 |
|        | 15.  | Catanzaro   | 21 | 30 | 7  | 7  | 16 | 26 | 43 | -17 |
|        | 16.  | Cesena      | 14 | 30 | 3  | 8  | 19 | 22 | 48 | -26 |

Legenda:
      Campione d'Italia e qualificato in Coppa dei Campioni 1977-1978.
      Qualificato in Coppa delle Coppe 1977-1978.
      Qualificati in Coppa UEFA 1977-1978.
      Retrocessi in Serie B 1977-1978.
Regolamento:
Due punti a vittoria, uno a pareggio, zero a sconfitta.
In caso di parità di punti era in vigore il pari merito, eccetto per i posti salvezza-retrocessione e qualificazione-esclusione dalla Coppa UEFA (differenza reti) nonché per l'assegnazione dello scudetto (spareggio).
Note:
Il Napoli ha scontato 1 punto di penalizzazione per eccessivo ripetersi di intemperanze del pubblico del San Paolo.
Il Perugia fu designato dalla LNP per la Coppa Mitropa 1977-1978.

### Squadra campione
| Formazione tipo                                                                                    | Giocatori (presenze)      |
| -------------------------------------------------------------------------------------------------- | ------------------------- |
| Zoff Scirea Cuccureddu Morini Gentile Furino Tardelli Benetti Causio Boninsegna Bettega            | Dino Zoff (30)            |
| Zoff Scirea Cuccureddu Morini Gentile Furino Tardelli Benetti Causio Boninsegna Bettega            | Antonello Cuccureddu (29) |
| Zoff Scirea Cuccureddu Morini Gentile Furino Tardelli Benetti Causio Boninsegna Bettega            | Claudio Gentile (29)      |
| Zoff Scirea Cuccureddu Morini Gentile Furino Tardelli Benetti Causio Boninsegna Bettega            | Giuseppe Furino (26)      |
| Zoff Scirea Cuccureddu Morini Gentile Furino Tardelli Benetti Causio Boninsegna Bettega            | Francesco Morini (26)     |
| Zoff Scirea Cuccureddu Morini Gentile Furino Tardelli Benetti Causio Boninsegna Bettega            | Gaetano Scirea (30)       |
| Zoff Scirea Cuccureddu Morini Gentile Furino Tardelli Benetti Causio Boninsegna Bettega            | Franco Causio (30)        |
| Zoff Scirea Cuccureddu Morini Gentile Furino Tardelli Benetti Causio Boninsegna Bettega            | Marco Tardelli (28)       |
| Zoff Scirea Cuccureddu Morini Gentile Furino Tardelli Benetti Causio Boninsegna Bettega            | Roberto Boninsegna (29)   |
| Zoff Scirea Cuccureddu Morini Gentile Furino Tardelli Benetti Causio Boninsegna Bettega            | Romeo Benetti (30)        |
| Zoff Scirea Cuccureddu Morini Gentile Furino Tardelli Benetti Causio Boninsegna Bettega            | Roberto Bettega (30)      |
| Altri giocatori: Antonio Cabrini (7), Sergio Gori (7), Luciano Spinosi (7), Alberto Marchetti (6). |                           |

## Risultati

### Tabellone
|            | BOL  | CAT  | CES  | FIO  | FOG  | GEN  | INT  | JUV  | LAZ  | MIL  | NAP  | PER  | ROM  | SAM  | TOR  | VER  |
| ---------- | ---- | ---- | ---- | ---- | ---- | ---- | ---- | ---- | ---- | ---- | ---- | ---- | ---- | ---- | ---- | ---- |
| Bologna    | –––– | 0-0  | 0-0  | 2-0  | 0-0  | 0-0  | 1-5  | 0-1  | 1-0  | 2-2  | 0-1  | 1-0  | 2-0  | 4-1  | 0-3  | 0-0  |
| Catanzaro  | 1-2  | –––– | 4-2  | 0-1  | 3-1  | 2-1  | 1-3  | 0-2  | 1-2  | 1-0  | 0-0  | 1-1  | 1-1  | 1-0  | 0-4  | 2-1  |
| Cesena     | 0-0  | 1-0  | –––– | 1-2  | 2-3  | 1-1  | 0-0  | 0-1  | 0-0  | 0-2  | 0-2  | 0-3  | 4-0  | 1-1  | 0-3  | 0-1  |
| Fiorentina | 3-0  | 1-1  | 2-1  | –––– | 4-1  | 1-2  | 3-0  | 1-3  | 0-1  | 1-1  | 2-1  | 1-0  | 1-1  | 1-1  | 0-1  | 2-1  |
| Foggia     | 1-0  | 1-0  | 0-2  | 2-3  | –––– | 2-3  | 0-0  | 0-1  | 1-0  | 2-1  | 2-2  | 2-1  | 1-0  | 2-0  | 0-1  | 4-1  |
| Genoa      | 0-2  | 2-0  | 4-1  | 1-1  | 1-2  | –––– | 2-2  | 2-2  | 3-1  | 1-0  | 2-3  | 0-0  | 2-2  | 1-1  | 1-1  | 1-0  |
| Inter      | 0-0  | 2-1  | 1-1  | 1-1  | 1-1  | 1-0  | –––– | 0-2  | 1-1  | 0-0  | 3-2  | 1-1  | 3-0  | 0-0  | 0-1  | 0-0  |
| Juventus   | 2-1  | 3-0  | 3-2  | 0-0  | 1-0  | 1-0  | 2-0  | –––– | 2-0  | 2-1  | 2-1  | 1-0  | 1-0  | 3-0  | 0-2  | 2-1  |
| Lazio      | 3-0  | 0-1  | 3-0  | 4-1  | 0-0  | 4-1  | 2-1  | 2-3  | –––– | 1-2  | 0-0  | 1-0  | 1-0  | 1-0  | 0-0  | 1-1  |
| Milan      | 1-1  | 3-2  | 0-0  | 0-0  | 0-0  | 2-2  | 1-1  | 2-3  | 2-2  | –––– | 1-1  | 2-1  | 1-1  | 3-0  | 0-0  | 0-0  |
| Napoli     | 1-2  | 1-0  | 3-1  | 0-2  | 3-2  | 1-1  | 0-3  | 0-2  | 1-1  | 3-1  | –––– | 1-1  | 1-0  | 1-1  | 0-0  | 3-0  |
| Perugia    | 1-0  | 1-1  | 1-0  | 0-0  | 1-0  | 2-1  | 0-1  | 1-1  | 2-0  | 3-1  | 4-2  | –––– | 3-0  | 0-0  | 1-1  | 1-1  |
| Roma       | 1-0  | 1-0  | 2-0  | 0-0  | 3-1  | 1-0  | 2-3  | 3-1  | 1-0  | 1-1  | 0-0  | 2-2  | –––– | 3-0  | 1-0  | 0-0  |
| Sampdoria  | 0-0  | 3-1  | 2-1  | 2-2  | 2-1  | 1-2  | 0-1  | 0-2  | 0-0  | 0-0  | 2-2  | 2-0  | 1-0  | –––– | 2-3  | 3-1  |
| Torino     | 1-0  | 3-1  | 2-0  | 2-0  | 1-0  | 5-1  | 1-0  | 1-1  | 3-3  | 2-0  | 2-1  | 2-1  | 2-0  | 3-1  | –––– | 1-0  |
| Verona     | 3-3  | 0-0  | 2-1  | 1-2  | 2-1  | 3-2  | 1-0  | 0-0  | 0-0  | 0-0  | 1-0  | 2-0  | 1-1  | 2-2  | 0-0  | –––– |

### Calendario
Il sorteggio del calendario di Serie A e di Serie B avvenne il 31 luglio presso il Centro Elettronico del CONI di Roma, alle 17:30. L'evento venne trasmesso con un collegamento nel corso del TG2.
| andata (1ª) | andata (1ª) | 1ª giornata       | ritorno (16ª) | ritorno (16ª) |
|             |             |                   |               |               |
| 3 ott.      | 0-0         | Catanzaro-Napoli  | 0-1           | 13 feb.       |
| 3 ott.      | 1-2         | Cesena-Fiorentina | 1-2           | 13 feb.       |
| 3 ott.      | 0-0         | Foggia-Inter      | 1-1           | 13 feb.       |
| 3 ott.      | 2-2         | Genoa-Roma        | 0-1           | 13 feb.       |
| 3 ott.      | 2-3         | Lazio-Juventus    | 0-2           | 13 feb.       |
| 3 ott.      | 2-1         | Milan-Perugia     | 1-3           | 13 feb.       |
| 3 ott.      | 3-1         | Torino-Sampdoria  | 3-2           | 13 feb.       |
| 3 ott.      | 3-3         | Verona-Bologna    | 0-0           | 13 feb.       |

| andata (2ª) | andata (2ª) | 2ª giornata      | ritorno (17ª) | ritorno (17ª) |
|             |             |                  |               |               |
| 10 ott.     | 0-3         | Bologna-Torino   | 0-1           | 20 feb.       |
| 10 ott.     | 0-1         | Fiorentina-Lazio | 1-4           | 20 feb.       |
| 10 ott.     | 2-1         | Inter-Catanzaro  | 3-1           | 20 feb.       |
| 10 ott.     | 1-0         | Juventus-Genoa   | 2-2           | 20 feb.       |
| 10 ott.     | 3-0         | Napoli-Verona    | 0-1           | 20 feb.       |
| 10 ott.     | 1-0         | Perugia-Foggia   | 1-2           | 20 feb.       |
| 10 ott.     | 2-0         | Roma-Cesena      | 0-4           | 20 feb.       |
| 10 ott.     | 0-0         | Sampdoria-Milan  | 0-3           | 20 feb.       |

| andata (1ª) | andata (1ª) | 1ª giornata       | ritorno (16ª) | ritorno (16ª) |
|             |             |                   |               |               |
| 3 ott.      | 0-0         | Catanzaro-Napoli  | 0-1           | 13 feb.       |
| 3 ott.      | 1-2         | Cesena-Fiorentina | 1-2           | 13 feb.       |
| 3 ott.      | 0-0         | Foggia-Inter      | 1-1           | 13 feb.       |
| 3 ott.      | 2-2         | Genoa-Roma        | 0-1           | 13 feb.       |
| 3 ott.      | 2-3         | Lazio-Juventus    | 0-2           | 13 feb.       |
| 3 ott.      | 2-1         | Milan-Perugia     | 1-3           | 13 feb.       |
| 3 ott.      | 3-1         | Torino-Sampdoria  | 3-2           | 13 feb.       |
| 3 ott.      | 3-3         | Verona-Bologna    | 0-0           | 13 feb.       |

| andata (2ª) | andata (2ª) | 2ª giornata      | ritorno (17ª) | ritorno (17ª) |
|             |             |                  |               |               |
| 10 ott.     | 0-3         | Bologna-Torino   | 0-1           | 20 feb.       |
| 10 ott.     | 0-1         | Fiorentina-Lazio | 1-4           | 20 feb.       |
| 10 ott.     | 2-1         | Inter-Catanzaro  | 3-1           | 20 feb.       |
| 10 ott.     | 1-0         | Juventus-Genoa   | 2-2           | 20 feb.       |
| 10 ott.     | 3-0         | Napoli-Verona    | 0-1           | 20 feb.       |
| 10 ott.     | 1-0         | Perugia-Foggia   | 1-2           | 20 feb.       |
| 10 ott.     | 2-0         | Roma-Cesena      | 0-4           | 20 feb.       |
| 10 ott.     | 0-0         | Sampdoria-Milan  | 0-3           | 20 feb.       |

| andata (3ª) | andata (3ª) | 3ª giornata         | ritorno (18ª) | ritorno (18ª) |
|             |             |                     |               |               |
| 24 ott.     | 1-0         | Catanzaro-Sampdoria | 1-3           | 27 feb.       |
| 24 ott.     | 0-3         | Cesena-Perugia      | 0-1           | 27 feb.       |
| 24 ott.     | 0-1         | Foggia-Juventus     | 0-1           | 27 feb.       |
| 24 ott.     | 2-3         | Genoa-Napoli        | 1-1           | 27 feb.       |
| 24 ott.     | 3-0         | Lazio-Bologna       | 0-1           | 27 feb.       |
| 24 ott.     | 0-0         | Milan-Fiorentina    | 1-1           | 27 feb.       |
| 24 ott.     | 2-0         | Torino-Roma         | 0-1           | 27 feb.       |
| 24 ott.     | 1-0         | Verona-Inter        | 0-0           | 27 feb.       |

| andata (4ª) | andata (4ª) | 4ª giornata        | ritorno (19ª) | ritorno (19ª) |
|             |             |                    |               |               |
| 31 ott.     | 0-0         | Bologna-Foggia     | 0-1           | 6 mar.        |
| 31 ott.     | 0-1         | Fiorentina-Torino  | 0-2           | 6 mar.        |
| 31 ott.     | 1-1         | Inter-Cesena       | 0-0           | 6 mar.        |
| 31 ott.     | 3-0         | Juventus-Catanzaro | 2-0           | 6 mar.        |
| 31 ott.     | 3-1         | Napoli-Milan       | 1-1           | 6 mar.        |
| 31 ott.     | 2-1         | Perugia-Genoa      | 0-0           | 6 mar.        |
| 31 ott.     | 0-0         | Roma-Verona        | 1-1           | 6 mar.        |
| 31 ott.     | 0-0         | Sampdoria-Lazio    | 0-1           | 6 mar.        |

| andata (3ª) | andata (3ª) | 3ª giornata         | ritorno (18ª) | ritorno (18ª) |
|             |             |                     |               |               |
| 24 ott.     | 1-0         | Catanzaro-Sampdoria | 1-3           | 27 feb.       |
| 24 ott.     | 0-3         | Cesena-Perugia      | 0-1           | 27 feb.       |
| 24 ott.     | 0-1         | Foggia-Juventus     | 0-1           | 27 feb.       |
| 24 ott.     | 2-3         | Genoa-Napoli        | 1-1           | 27 feb.       |
| 24 ott.     | 3-0         | Lazio-Bologna       | 0-1           | 27 feb.       |
| 24 ott.     | 0-0         | Milan-Fiorentina    | 1-1           | 27 feb.       |
| 24 ott.     | 2-0         | Torino-Roma         | 0-1           | 27 feb.       |
| 24 ott.     | 1-0         | Verona-Inter        | 0-0           | 27 feb.       |

| andata (4ª) | andata (4ª) | 4ª giornata        | ritorno (19ª) | ritorno (19ª) |
|             |             |                    |               |               |
| 31 ott.     | 0-0         | Bologna-Foggia     | 0-1           | 6 mar.        |
| 31 ott.     | 0-1         | Fiorentina-Torino  | 0-2           | 6 mar.        |
| 31 ott.     | 1-1         | Inter-Cesena       | 0-0           | 6 mar.        |
| 31 ott.     | 3-0         | Juventus-Catanzaro | 2-0           | 6 mar.        |
| 31 ott.     | 3-1         | Napoli-Milan       | 1-1           | 6 mar.        |
| 31 ott.     | 2-1         | Perugia-Genoa      | 0-0           | 6 mar.        |
| 31 ott.     | 0-0         | Roma-Verona        | 1-1           | 6 mar.        |
| 31 ott.     | 0-0         | Sampdoria-Lazio    | 0-1           | 6 mar.        |

| andata (5ª) | andata (5ª) | 5ª giornata       | ritorno (20ª) | ritorno (20ª) |
|             |             |                   |               |               |
| 7 nov.      | 1-1         | Catanzaro-Roma    | 0-1           | 13 mar.       |
| 7 nov.      | 0-0         | Cesena-Bologna    | 0-0           | 13 mar.       |
| 7 nov.      | 2-2         | Foggia-Napoli     | 2-3           | 13 mar.       |
| 7 nov.      | 1-1         | Genoa-Sampdoria   | 2-1           | 13 mar.       |
| 7 nov.      | 1-0         | Lazio-Perugia     | 0-2           | 13 mar.       |
| 7 nov.      | 2-3         | Milan-Juventus    | 1-2           | 13 mar.       |
| 7 nov.      | 1-0         | Torino-Inter      | 1-0           | 13 mar.       |
| 7 nov.      | 1-2         | Verona-Fiorentina | 1-2           | 13 mar.       |

| andata (6ª) | andata (6ª) | 6ª giornata          | ritorno (21ª) | ritorno (21ª) |
|             |             |                      |               |               |
| 21 nov.     | 2-2         | Bologna-Milan        | 1-1           | 20 mar.       |
| 21 nov.     | 1-1         | Fiorentina-Catanzaro | 1-0           | 20 mar.       |
| 21 nov.     | 1-0         | Inter-Genoa          | 2-2           | 20 mar.       |
| 21 nov.     | 2-1         | Juventus-Verona      | 0-0           | 20 mar.       |
| 21 nov.     | 1-1         | Napoli-Lazio         | 0-0           | 20 mar.       |
| 21 nov.     | 1-1         | Perugia-Torino       | 1-2           | 20 mar.       |
| 21 nov.     | 3-1         | Roma-Foggia          | 0-1           | 20 mar.       |
| 21 nov.     | 2-1         | Sampdoria-Cesena     | 1-1           | 20 mar.       |

| andata (5ª) | andata (5ª) | 5ª giornata       | ritorno (20ª) | ritorno (20ª) |
|             |             |                   |               |               |
| 7 nov.      | 1-1         | Catanzaro-Roma    | 0-1           | 13 mar.       |
| 7 nov.      | 0-0         | Cesena-Bologna    | 0-0           | 13 mar.       |
| 7 nov.      | 2-2         | Foggia-Napoli     | 2-3           | 13 mar.       |
| 7 nov.      | 1-1         | Genoa-Sampdoria   | 2-1           | 13 mar.       |
| 7 nov.      | 1-0         | Lazio-Perugia     | 0-2           | 13 mar.       |
| 7 nov.      | 2-3         | Milan-Juventus    | 1-2           | 13 mar.       |
| 7 nov.      | 1-0         | Torino-Inter      | 1-0           | 13 mar.       |
| 7 nov.      | 1-2         | Verona-Fiorentina | 1-2           | 13 mar.       |

| andata (6ª) | andata (6ª) | 6ª giornata          | ritorno (21ª) | ritorno (21ª) |
|             |             |                      |               |               |
| 21 nov.     | 2-2         | Bologna-Milan        | 1-1           | 20 mar.       |
| 21 nov.     | 1-1         | Fiorentina-Catanzaro | 1-0           | 20 mar.       |
| 21 nov.     | 1-0         | Inter-Genoa          | 2-2           | 20 mar.       |
| 21 nov.     | 2-1         | Juventus-Verona      | 0-0           | 20 mar.       |
| 21 nov.     | 1-1         | Napoli-Lazio         | 0-0           | 20 mar.       |
| 21 nov.     | 1-1         | Perugia-Torino       | 1-2           | 20 mar.       |
| 21 nov.     | 3-1         | Roma-Foggia          | 0-1           | 20 mar.       |
| 21 nov.     | 2-1         | Sampdoria-Cesena     | 1-1           | 20 mar.       |

| andata (7ª) | andata (7ª) | 7ª giornata       | ritorno (22ª) | ritorno (22ª) |
|             |             |                   |               |               |
| 28 nov.     | 1-2         | Catanzaro-Bologna | 0-0           | 27 mar.       |
| 28 nov.     | 0-1         | Cesena-Juventus   | 2-3           | 27 mar.       |
| 28 nov.     | 2-0         | Foggia-Sampdoria  | 1-2           | 27 mar.       |
| 28 nov.     | 1-1         | Genoa-Fiorentina  | 2-1           | 27 mar.       |
| 28 nov.     | 1-0         | Lazio-Roma        | 0-1           | 27 mar.       |
| 28 nov.     | 1-1         | Milan-Inter       | 0-0           | 27 mar.       |
| 28 nov.     | 2-1         | Torino-Napoli     | 0-0           | 27 mar.       |
| 28 nov.     | 2-0         | Verona-Perugia    | 1-1           | 27 mar.       |

| andata (8ª) | andata (8ª) | 8ª giornata       | ritorno (23ª) | ritorno (23ª) |
|             |             |                   |               |               |
| 5 dic.      | 0-0         | Bologna-Genoa     | 2-0           | 3 apr.        |
| 5 dic.      | 4-1         | Fiorentina-Foggia | 3-2           | 3 apr.        |
| 5 dic.      | 1-1         | Inter-Lazio       | 1-2           | 3 apr.        |
| 5 dic.      | 0-2         | Juventus-Torino   | 1-1           | 3 apr.        |
| 5 dic.      | 3-1         | Napoli-Cesena     | 2-0           | 3 apr.        |
| 5 dic.      | 1-1         | Perugia-Catanzaro | 1-1           | 3 apr.        |
| 5 dic.      | 1-1         | Roma-Milan        | 1-1           | 3 apr.        |
| 5 dic.      | 3-1         | Sampdoria-Verona  | 2-2           | 3 apr.        |

| andata (7ª) | andata (7ª) | 7ª giornata       | ritorno (22ª) | ritorno (22ª) |
|             |             |                   |               |               |
| 28 nov.     | 1-2         | Catanzaro-Bologna | 0-0           | 27 mar.       |
| 28 nov.     | 0-1         | Cesena-Juventus   | 2-3           | 27 mar.       |
| 28 nov.     | 2-0         | Foggia-Sampdoria  | 1-2           | 27 mar.       |
| 28 nov.     | 1-1         | Genoa-Fiorentina  | 2-1           | 27 mar.       |
| 28 nov.     | 1-0         | Lazio-Roma        | 0-1           | 27 mar.       |
| 28 nov.     | 1-1         | Milan-Inter       | 0-0           | 27 mar.       |
| 28 nov.     | 2-1         | Torino-Napoli     | 0-0           | 27 mar.       |
| 28 nov.     | 2-0         | Verona-Perugia    | 1-1           | 27 mar.       |

| andata (8ª) | andata (8ª) | 8ª giornata       | ritorno (23ª) | ritorno (23ª) |
|             |             |                   |               |               |
| 5 dic.      | 0-0         | Bologna-Genoa     | 2-0           | 3 apr.        |
| 5 dic.      | 4-1         | Fiorentina-Foggia | 3-2           | 3 apr.        |
| 5 dic.      | 1-1         | Inter-Lazio       | 1-2           | 3 apr.        |
| 5 dic.      | 0-2         | Juventus-Torino   | 1-1           | 3 apr.        |
| 5 dic.      | 3-1         | Napoli-Cesena     | 2-0           | 3 apr.        |
| 5 dic.      | 1-1         | Perugia-Catanzaro | 1-1           | 3 apr.        |
| 5 dic.      | 1-1         | Roma-Milan        | 1-1           | 3 apr.        |
| 5 dic.      | 3-1         | Sampdoria-Verona  | 2-2           | 3 apr.        |

| andata (9ª) | andata (9ª) | 9ª giornata         | ritorno (24ª) | ritorno (24ª) |
|             |             |                     |               |               |
| 12 dic.     | 0-4         | Catanzaro-Torino    | 1-3           | 10 apr.       |
| 12 dic.     | 0-1         | Cesena-Verona       | 1-2           | 10 apr.       |
| 12 dic.     | 0-0         | Juventus-Fiorentina | 3-1           | 10 apr.       |
| 12 dic.     | 0-0         | Lazio-Foggia        | 0-1           | 10 apr.       |
| 12 dic.     | 2-2         | Milan-Genoa         | 0-1           | 10 apr.       |
| 12 dic.     | 1-0         | Napoli-Roma         | 0-0           | 10 apr.       |
| 12 dic.     | 1-0         | Perugia-Bologna     | 0-1           | 10 apr.       |
| 12 dic.     | 0-1         | Sampdoria-Inter     | 0-0           | 10 apr.       |

| andata (10ª) | andata (10ª) | 10ª giornata         | ritorno (25ª) | ritorno (25ª) |
|              |              |                      |               |               |
| 19 dic.      | 0-1          | Bologna-Juventus     | 1-2           | 17 apr.       |
| 19 dic.      | 1-1          | Fiorentina-Sampdoria | 2-2           | 17 apr.       |
| 19 dic.      | 2-1          | Foggia-Milan         | 0-0           | 17 apr.       |
| 19 dic.      | 3-1          | Genoa-Lazio          | 1-4           | 17 apr.       |
| 19 dic.      | 3-2          | Inter-Napoli         | 3-0           | 17 apr.       |
| 19 dic.      | 2-2          | Roma-Perugia         | 0-3           | 17 apr.       |
| 19 dic.      | 2-0          | Torino-Cesena        | 3-0           | 17 apr.       |
| 19 dic.      | 0-0          | Verona-Catanzaro     | 1-2           | 17 apr.       |

| andata (9ª) | andata (9ª) | 9ª giornata         | ritorno (24ª) | ritorno (24ª) |
|             |             |                     |               |               |
| 12 dic.     | 0-4         | Catanzaro-Torino    | 1-3           | 10 apr.       |
| 12 dic.     | 0-1         | Cesena-Verona       | 1-2           | 10 apr.       |
| 12 dic.     | 0-0         | Juventus-Fiorentina | 3-1           | 10 apr.       |
| 12 dic.     | 0-0         | Lazio-Foggia        | 0-1           | 10 apr.       |
| 12 dic.     | 2-2         | Milan-Genoa         | 0-1           | 10 apr.       |
| 12 dic.     | 1-0         | Napoli-Roma         | 0-0           | 10 apr.       |
| 12 dic.     | 1-0         | Perugia-Bologna     | 0-1           | 10 apr.       |
| 12 dic.     | 0-1         | Sampdoria-Inter     | 0-0           | 10 apr.       |

| andata (10ª) | andata (10ª) | 10ª giornata         | ritorno (25ª) | ritorno (25ª) |
|              |              |                      |               |               |
| 19 dic.      | 0-1          | Bologna-Juventus     | 1-2           | 17 apr.       |
| 19 dic.      | 1-1          | Fiorentina-Sampdoria | 2-2           | 17 apr.       |
| 19 dic.      | 2-1          | Foggia-Milan         | 0-0           | 17 apr.       |
| 19 dic.      | 3-1          | Genoa-Lazio          | 1-4           | 17 apr.       |
| 19 dic.      | 3-2          | Inter-Napoli         | 3-0           | 17 apr.       |
| 19 dic.      | 2-2          | Roma-Perugia         | 0-3           | 17 apr.       |
| 19 dic.      | 2-0          | Torino-Cesena        | 3-0           | 17 apr.       |
| 19 dic.      | 0-0          | Verona-Catanzaro     | 1-2           | 17 apr.       |

| andata (11ª) | andata (11ª) | 11ª giornata       | ritorno (26ª) | ritorno (26ª) |
|              |              |                    |               |               |
| 2 gen.       | 1-0          | Cesena-Catanzaro   | 2-4           | 24 apr.       |
| 2 gen.       | 3-0          | Fiorentina-Bologna | 0-2           | 24 apr.       |
| 2 gen.       | 2-3          | Foggia-Genoa       | 2-1           | 24 apr.       |
| 2 gen.       | 3-0          | Inter-Roma         | 3-2           | 24 apr.       |
| 2 gen.       | 1-0          | Juventus-Perugia   | 1-1           | 24 apr.       |
| 2 gen.       | 1-2          | Lazio-Milan        | 2-2           | 24 apr.       |
| 2 gen.       | 2-2          | Sampdoria-Napoli   | 1-1           | 24 apr.       |
| 2 gen.       | 0-0          | Verona-Torino      | 0-1           | 24 apr.       |

| andata (12ª) | andata (12ª) | 12ª giornata       | ritorno (27ª) | ritorno (27ª) |
|              |              |                    |               |               |
| 9 gen.       | 1-5          | Bologna-Inter      | 0-0           | 1º mag.       |
| 9 gen.       | 3-1          | Catanzaro-Foggia   | 0-1           | 1º mag.       |
| 9 gen.       | 4-1          | Genoa-Cesena       | 1-1           | 1º mag.       |
| 9 gen.       | 0-0          | Milan-Verona       | 0-0           | 1º mag.       |
| 9 gen.       | 0-2          | Napoli-Juventus    | 1-2           | 1º mag.       |
| 9 gen.       | 0-0          | Perugia-Fiorentina | 0-1           | 1º mag.       |
| 9 gen.       | 3-0          | Roma-Sampdoria     | 0-1           | 1º mag.       |
| 9 gen.       | 3-3          | Torino-Lazio       | 0-0           | 1º mag.       |

| andata (11ª) | andata (11ª) | 11ª giornata       | ritorno (26ª) | ritorno (26ª) |
|              |              |                    |               |               |
| 2 gen.       | 1-0          | Cesena-Catanzaro   | 2-4           | 24 apr.       |
| 2 gen.       | 3-0          | Fiorentina-Bologna | 0-2           | 24 apr.       |
| 2 gen.       | 2-3          | Foggia-Genoa       | 2-1           | 24 apr.       |
| 2 gen.       | 3-0          | Inter-Roma         | 3-2           | 24 apr.       |
| 2 gen.       | 1-0          | Juventus-Perugia   | 1-1           | 24 apr.       |
| 2 gen.       | 1-2          | Lazio-Milan        | 2-2           | 24 apr.       |
| 2 gen.       | 2-2          | Sampdoria-Napoli   | 1-1           | 24 apr.       |
| 2 gen.       | 0-0          | Verona-Torino      | 0-1           | 24 apr.       |

| andata (12ª) | andata (12ª) | 12ª giornata       | ritorno (27ª) | ritorno (27ª) |
|              |              |                    |               |               |
| 9 gen.       | 1-5          | Bologna-Inter      | 0-0           | 1º mag.       |
| 9 gen.       | 3-1          | Catanzaro-Foggia   | 0-1           | 1º mag.       |
| 9 gen.       | 4-1          | Genoa-Cesena       | 1-1           | 1º mag.       |
| 9 gen.       | 0-0          | Milan-Verona       | 0-0           | 1º mag.       |
| 9 gen.       | 0-2          | Napoli-Juventus    | 1-2           | 1º mag.       |
| 9 gen.       | 0-0          | Perugia-Fiorentina | 0-1           | 1º mag.       |
| 9 gen.       | 3-0          | Roma-Sampdoria     | 0-1           | 1º mag.       |
| 9 gen.       | 3-3          | Torino-Lazio       | 0-0           | 1º mag.       |

| andata (13ª) | andata (13ª) | 13ª giornata      | ritorno (28ª) | ritorno (28ª) |
|              |              |                   |               |               |
| 16 gen.      | 0-1          | Bologna-Napoli    | 2-1           | 8 mag.        |
| 16 gen.      | 1-1          | Fiorentina-Roma   | 0-0           | 8 mag.        |
| 16 gen.      | 0-2          | Foggia-Cesena     | 3-2           | 8 mag.        |
| 16 gen.      | 2-0          | Genoa-Catanzaro   | 1-2           | 8 mag.        |
| 16 gen.      | 2-0          | Juventus-Inter    | 2-0           | 8 mag.        |
| 16 gen.      | 1-1          | Lazio-Verona      | 0-0           | 8 mag.        |
| 16 gen.      | 0-0          | Milan-Torino      | 0-2           | 8 mag.        |
| 16 gen.      | 0-0          | Perugia-Sampdoria | 0-2           | 8 mag.        |

| andata (14ª) | andata (14ª) | 14ª giornata      | ritorno (29ª) | ritorno (29ª) |
|              |              |                   |               |               |
| 30 gen.      | 1-0          | Catanzaro-Milan   | 2-3           | 15 mag.       |
| 30 gen.      | 0-0          | Cesena-Lazio      | 0-3           | 15 mag.       |
| 30 gen.      | 1-1          | Inter-Fiorentina  | 0-3           | 15 mag.       |
| 30 gen.      | 1-1          | Napoli-Perugia    | 2-4           | 15 mag.       |
| 30 gen.      | 3-1          | Roma-Juventus     | 0-1           | 14 mag.       |
| 30 gen.      | 0-0          | Sampdoria-Bologna | 1-4           | 15 mag.       |
| 30 gen.      | 1-0          | Torino-Foggia     | 1-0           | 15 mag.       |
| 30 gen.      | 3-2          | Verona-Genoa      | 0-1           | 15 mag.       |

| andata (13ª) | andata (13ª) | 13ª giornata      | ritorno (28ª) | ritorno (28ª) |
|              |              |                   |               |               |
| 16 gen.      | 0-1          | Bologna-Napoli    | 2-1           | 8 mag.        |
| 16 gen.      | 1-1          | Fiorentina-Roma   | 0-0           | 8 mag.        |
| 16 gen.      | 0-2          | Foggia-Cesena     | 3-2           | 8 mag.        |
| 16 gen.      | 2-0          | Genoa-Catanzaro   | 1-2           | 8 mag.        |
| 16 gen.      | 2-0          | Juventus-Inter    | 2-0           | 8 mag.        |
| 16 gen.      | 1-1          | Lazio-Verona      | 0-0           | 8 mag.        |
| 16 gen.      | 0-0          | Milan-Torino      | 0-2           | 8 mag.        |
| 16 gen.      | 0-0          | Perugia-Sampdoria | 0-2           | 8 mag.        |

| andata (14ª) | andata (14ª) | 14ª giornata      | ritorno (29ª) | ritorno (29ª) |
|              |              |                   |               |               |
| 30 gen.      | 1-0          | Catanzaro-Milan   | 2-3           | 15 mag.       |
| 30 gen.      | 0-0          | Cesena-Lazio      | 0-3           | 15 mag.       |
| 30 gen.      | 1-1          | Inter-Fiorentina  | 0-3           | 15 mag.       |
| 30 gen.      | 1-1          | Napoli-Perugia    | 2-4           | 15 mag.       |
| 30 gen.      | 3-1          | Roma-Juventus     | 0-1           | 14 mag.       |
| 30 gen.      | 0-0          | Sampdoria-Bologna | 1-4           | 15 mag.       |
| 30 gen.      | 1-0          | Torino-Foggia     | 1-0           | 15 mag.       |
| 30 gen.      | 3-2          | Verona-Genoa      | 0-1           | 15 mag.       |

| \| andata (15ª) \| andata (15ª) \| 15ª giornata \| ritorno (30ª) \| ritorno (30ª) \| \| \| \| \| \| \| \| 6 feb. \| 2-0 \| Bologna-Roma \| 0-1 \| 22 mag. \| \| 6 feb. \| 2-1 \| Fiorentina-Napoli [34] \| 2-0 \| 22 mag. \| \| 6 feb. \| 4-1 \| Foggia-Verona \| 1-2 \| 22 mag. \| \| 6 feb. \| 1-1 \| Genoa-Torino \| 1-5 \| 22 mag. \| \| 6 feb. \| 3-0 \| Juventus-Sampdoria \| 2-0 \| 22 mag. \| \| 6 feb. \| 0-1 \| Lazio-Catanzaro \| 2-1 \| 22 mag. \| \| 6 feb. \| 0-0 \| Milan-Cesena \| 2-0 \| 22 mag. \| \| 6 feb. \| 0-1 \| Perugia-Inter \| 1-1 \| 22 mag. \| |              |                    |               |               |
| andata (15ª) | andata (15ª) | 15ª giornata       | ritorno (30ª) | ritorno (30ª) |
| |              |                    |               |               |
| 6 feb. | 2-0          | Bologna-Roma       | 0-1           | 22 mag.       |
| 6 feb. | 2-1          | Fiorentina-Napoli  | 2-0           | 22 mag.       |
| 6 feb. | 4-1          | Foggia-Verona      | 1-2           | 22 mag.       |
| 6 feb. | 1-1          | Genoa-Torino       | 1-5           | 22 mag.       |
| 6 feb. | 3-0          | Juventus-Sampdoria | 2-0           | 22 mag.       |
| 6 feb. | 0-1          | Lazio-Catanzaro    | 2-1           | 22 mag.       |
| 6 feb. | 0-0          | Milan-Cesena       | 2-0           | 22 mag.       |
| 6 feb. | 0-1          | Perugia-Inter      | 1-1           | 22 mag.       |

| andata (15ª) | andata (15ª) | 15ª giornata       | ritorno (30ª) | ritorno (30ª) |
|              |              |                    |               |               |
| 6 feb.       | 2-0          | Bologna-Roma       | 0-1           | 22 mag.       |
| 6 feb.       | 2-1          | Fiorentina-Napoli  | 2-0           | 22 mag.       |
| 6 feb.       | 4-1          | Foggia-Verona      | 1-2           | 22 mag.       |
| 6 feb.       | 1-1          | Genoa-Torino       | 1-5           | 22 mag.       |
| 6 feb.       | 3-0          | Juventus-Sampdoria | 2-0           | 22 mag.       |
| 6 feb.       | 0-1          | Lazio-Catanzaro    | 2-1           | 22 mag.       |
| 6 feb.       | 0-0          | Milan-Cesena       | 2-0           | 22 mag.       |
| 6 feb.       | 0-1          | Perugia-Inter      | 1-1           | 22 mag.       |

## Statistiche

### Squadre

#### Capoliste solitarie
|    | —— | —— | —— | —— | ——  | ——  | ——     | ——     | ——     | ——     | ——  | ——  | ——  | ——  | ——  | ——  | ——  | ——  | ——  | ——  | ——       | ——       | ——       | ——       | ——  | ——       | ——       | ——       | ——       | —— |  |
|    |    |    |    |    | Juv | Juv | Torino | Torino | Torino | Torino |     | Juv | Tor |     |     | Tor | Juv | Juv | Juv |     | Juventus | Juventus | Juventus | Juventus |     | Juventus | Juventus | Juventus | Juventus |    |  |
|    |    |    |    |    |     |     |        |        |        |        |     |     |     |     |     |     |     |     |     |     |          |          |          |          |     |          |          |          |          |    |  |
|    |    |    |    |    |     |     |        |        |        |        |     |     |     |     |     |     |     |     |     |     |          |          |          |          |     |          |          |          |          |    |  |
| 1ª | 2ª | 3ª | 4ª | 5ª | 6ª  | 7ª  | 8ª     | 9ª     | 10ª    | 11ª    | 12ª | 13ª | 14ª | 15ª | 16ª | 17ª | 18ª | 19ª | 20ª | 21ª | 22ª      | 23ª      | 24ª      | 25ª      | 26ª | 27ª      | 28ª      | 29ª      | 30ª      |    |  |

### Individuali

#### Classifica marcatori
| Gol | Rigori |  | Giocatore              | Squadra    |
| --- | ------ |  | ---------------------- | ---------- |
| 21  |        |  | Francesco Graziani     | Torino     |
| 18  | 3      |  | Roberto Pruzzo         | Genoa      |
| 17  |        |  | Roberto Bettega        | Juventus   |
| 16  | 2      |  | Paolo Pulici           | Torino     |
| 16  | 7      |  | Giuseppe Savoldi       | Napoli     |
| 11  |        |  | Giuseppe Damiani       | Genoa      |
| 10  | 3      |  | Roberto Boninsegna     | Juventus   |
| 10  |        |  | Bruno Giordano         | Lazio      |
| 9   |        |  | Claudio Desolati       | Fiorentina |
| 9   |        |  | Carlo Muraro           | Inter      |
| 9   |        |  | Franco Vannini         | Perugia    |
| 8   |        |  | Agostino Di Bartolomei | Roma       |

### Media spettatori
Media spettatori della Serie A 1976-77: 32 316.
| Club       | Pos. | Media  |
| ---------- | ---- | ------ |
| Napoli     | 1    | 71.182 |
| Inter      | 2    | 43.339 |
| Juventus   | 3    | 41.892 |
| Milan      | 4    | 40.995 |
| Torino     | 5    | 40.513 |
| Lazio      | 6    | 37.920 |
| Roma       | 7    | 36.899 |
| Genoa      | 8    | 34.327 |
| Fiorentina | 9    | 31.704 |
| Bologna    | 10   | 27.612 |
| Verona     | 11   | 25.198 |
| Sampdoria  | 12   | 23.300 |
| Perugia    | 13   | 17.586 |
| Foggia     | 14   | 16.984 |
| Cesena     | 15   | 13.888 |
| Catanzaro  | 16   | 13.709 |